# 小南门警钟楼
31°13′04″N 121°29′36″E / 31.21789°N 121.49344°E
小南门警钟楼，又称小南门救火联合会钟楼，又被简称为小南门钟楼、火警钟楼，位于上海市黄浦区中华路581号，是曾经的上海城厢内外救火联合会的所在地。

## 建筑现状
该塔状建筑建于1909年，为钢筋混凝土结构，塔高35.2米，一度曾为上海老城厢的最高建筑。中间有盘旋而上的铁梯至顶，攀缘而上，可俯瞰整个南市老城厢。塔内曾有一口警钟，以纯铜铸成，鸣时声传数里（现仅剩塔楼）。楼顶建有一间瞭望室，设望警日夜驻守，遇灾鸣钟报警，各方即迅赴施救。

## 历史
明末清初，上海县还没有专门的消防队伍，而是由驻防的官兵和县衙衙役兼任火政，负责消防。后来，上海先的民间慈善团体开始举办消防队，例如1804年创办的同仁堂、1847年创办的厚仁堂、1858年创办的果育堂、1863年创办的济善堂、1869年创办的赞育堂等团体都曾协助消防。但随着上海的发展，人口建筑快速增长，单靠慈善机构办的消防不能完全解决火患，于是，民间士绅纷纷设立“水社”“救火社”等救火团体。
1905年11月，上海城厢内外总工程局的警政科下设有消防处，这是上海县第一次出现半官方的消防机构。由于上海租界的消防队是为了保护租界利益而设立的，因此，当华界地区发生火灾，他们不予理会；而当时的上海道台和上海县也没有把消防列入城市建设的范围。深受火灾之苦的市民为了自保自救，纷纷仿效租界火政模式，按路段、行业、社区等为要素组织公益性质的救火社。1907年，上海县城厢内外按地区分片，建立了下东、南、西、中四区设立救火团体。

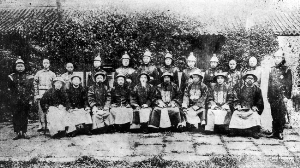
1907年上海救火联合会成立时官绅合影

1907年，上海城厢内外总工程局总董李平书联合当时沪南救火会会长毛子坚、宗教慈善家王一亭等人一道倡议改良内地火政。1907年9月25日晚，召开上海城厢内外救火联合会成立大会，宣布将华界39处救火社会合并成统一的“上海城厢内外救火联合会”，并推举李平书为第一任会长，毛子坚、穆杼斋为副会长。上海知县李超琼拨出小南门内旧粮仓废址2.5亩用于建救火联合会总部。三年后，救火联合会在这里建造了瞭望台暨火警钟楼。这座瞭望台由求新轮船厂创办人朱志尧负责营造。钟楼为钢架结构，总高35.2米，共分六层，每层有一个大平台，顶层有一可作四面瞭望的平台。在第四层平台上挂有一口高3.9尺，下口径6尺，重4800磅的大钟，大钟由及其控制的铁锤敲响，钟声可传几里之外。联合救火会将老城厢划成几个火政区，并规定，一旦发现火情，现敲响大钟25响，稍作停顿后再敲：敲响一下表示肇嘉浜（今复兴东路）城南起火，二下表示肇嘉浜以北城内起火．三下表示十六铺一带起火，四下表示上海南火车站一带起火，五下表示放生局一带起火。
1911年，辛亥革命爆发，陈其美等人决定起义响应。11月3日，在中部同盟会、光复会上海支部共同领导下，以小南门警钟楼钟声为信号，上海商团各部、敢死队等聚集南市，宣布上海起义。小南门钟楼既是辛亥革命时上海起义的信号楼，也是上海县城内迄今仅存的近代消防建筑。

## 保护现状
小南门警钟楼及其附属建筑，在2000年5月22日以“火警钟楼和上海救火联合会旧址”名义列为原上海市南市区区级文物保护单位。2005年，该警钟楼以“小南门警钟楼”名义被列为第四批上海市优秀历史建筑。此外，因其在辛亥革命中的重要作用，该处建筑被评为黄浦区爱国主义教育基地。